# Sahla (Wüstung)
Sahla ist eine Wüstung im Stadtgebiet von Weißenfels nahe dem Ortsteil Schkortleben im Burgenlandkreis in Sachsen-Anhalt.

## Geschichte
Sahla wird zunächst als Rittersitz bezeichnet, der aber zwischen 1438 und 1452 wüst geworden ist. Er gehörte zu den Dienstlehen der für die Burg Weißenfels zuständigen Burgmannschaften. Geschichtliche Nachrichten über Sahla finden sich in der bisherigen Literatur nur wenige. Hinreichend gesichert scheint nur zu sein, dass erstmals 1167 in einer Urkunde Kaiser Friedrich Barbarossas ein Ulricus de Sahla als Zeuge erscheint und 1182 ein Rudolf von Sahla erwähnt wird. 1349 besitzen „Ulcz et sui fratres de Slatebach ... in villa zcu der Sal 7 marcas reddituum et ius patronatus.“
Jedenfalls 1540 ist Sahla wüst, denn seither wird nicht mehr berichtet, als dass in diesem Jahre „zu Sahla (nur noch) eine Capelle“ gestanden habe. Vermutlich ist Sahla wegen seiner in der gegen Hochwasser nahezu ungeschützten Lage im Uferbereich der Saale zwischen 1438 und 1452 untergegangen, zu einer Zeit, als das Vorwerk Sahla sich im Besitz der Familie von Bora befand.

### Sahla als Besitz der Familie von Bora
1438 werden die Gebrüder Friedrich und Rambold von Bora „mit dem Dorf zur Sale, mit dem Kirchlehen und fünf Hufen Landes..., mit dem Erbgerichte ... und allen anderen Zubehörungen, inmaßen, die Hans von (Gnebisch?) und Hans Arnold vormals ... zu Lehen gehabt,“ belehnt. 1452 wird Hans von Bora mit den Gütern dieses Friedrich von Bora belehnt, nämlich „das wüste Dorf, genannt zur Sale, darin eine Hofstatt zu einem freien Sadelhof, dazu fünf Hufen Landes, Wiesen und Weide, mit dem Kirchlehn daselbst mit allen ... Zubehörungen, als das alles Friedrich von Bore, sein Vater seliger, innegehabt.“ 1454 genehmigt Herzog Wilhelm zu Sachsen dem zu Burgwerben ansässigen Caspar von Haugwitz „den Ankauf von 6 Acker Wiesenwachs, gelegen zu der Sala, die von ihm (dem Herzog) zu Lehen rühren, ... für 100 alte Schock Groschen von Hans v. Bora unter Vorbehalt des Wiederkaufs.“
1482 wird Hans von Bora zu Lippendorf, später Amtsasse zu Pöplitz bei Burgkemnitz, mit Dorf, Vorwerk und Sitz zu Sahla belehnt. Unmittelbar danach verschreibt er diese seiner Ehefrau Katharina als Leibgedinge. 1486 ist „Hanns vom Bore von der Sale“ im Amte Weißenfels zur Heerfolge mit 1 Pferd verpflichtet.

### Spätere Besitzer
1488 wird Jacob von Besenrode mit dem Dorf Schkortleben und einem freien Sedelhof, „wie Jacoff v. Lichtenhain solche Güter innegehabt“ belehnt. 1494 wird dieser Jacob von Besenrode durch Herzog Georg zusätzlich belehnt mit dem „Dorf und Gut zur Sale mit einem freien Sedelhof, mit dem Kirchlehen, dazu fünf Hufen Landes, mit Wiesen (und) Weiden, also weit das mit Gräben, Rainen und Steinen umfangen ist ... sammt allen anderen Zubehörungen, wie er dies von Hansen v. Bora, der dies von seinen (herzoglichen) Gnaden zu Lehen gehabt, in Kaufesweise zu sich gebracht hat.“ Noch im Jahre 1619 werden die Gerichte und Dienste dieses Dorfes an das Rittergut Schkortleben vererbt.

### Beziehungen zur Familie von der Sale
Mitunter werden Zusammenhänge zwischen der Adelsfamilie von der Sale (auch ähnliche Schreibweisen) und der Wüstung Sahla vermutet, besonders bei Margarethe von der Saale ⚭ 1540 Landgraf Philipp von Hessen. Bisher sind solche Verbindungen aber nicht zu belegen: Deren Familie lässt sich nur bis Jorg von der Saale zurückverfolgen, welcher 1455 mit Schloss und Dorf Schönfeld, den Dörfern Schönenborn, Thymendorf und Letzschen bei Großenhain sowie Zinsen an anderen Orten belehnt wurde.

## Sonstiges
Heute führt die Saalebrücke der A 38 exakt über die Wüstung Sahla.